# Migliaro
Migliaro är en ort och frazione i kommunen Fiscaglia i provinsen Ferrara i regionen Emilia-Romagna i Italien.
Migliaro upphörde som kommun den 1 januari 2014 och bildade med de tidigare kommunerna Massa Fiscaglia och Migliarino den nya kommunen Fiscaglia. Den tidigare kommunen hade 2 220 invånare (2013).